# Hugues Nardon
Hugues Nardon est un homme politique français né le 10 janvier 1768 à Saint-Didier-sur-Arroux et décédé le 9 mai 1812 à Cuenca (Espagne). Il est le fils d'Hugues Nardon, notaire royal et procureur fiscal à Saint-Didier-sur-Arroux et de Marie Bertrand. Il est le cousin germain par alliance de Ferdinand Guillemardet .
Il épousa Jeanne Nicole Perrot en 1791. Le couple n'aura pas d'enfants.

## Biographie
Il fait ses études au Collège d’Autun en compagnie de Joseph Bonaparte avec qui il se lie d’amitié.
Lors de la Révolution, il est un ardent défenseur des idées nouvelles. Il sera à trois reprises administrateur du département de Saône-et-Loire, et procureur syndic à Autun. Nommé grâce au crédit de Joseph Bonaparte sous-préfet d’Autun  sous le Consulat, il devient préfet d’Angers le 19 ventôse an XI. Il sera ensuite successivement préfet de Montenotte, puis administrateur du duché de Parme, Plaisance et Guastalla, transformé en département du Taro dont il sera préfet. Il met en place les structures administratives napoléoniennes : organisation du département du Taro et découpage du département en treize communes.
Il devient Baron de l'Empire en 1809 mais est relevé de ses fonctions par décret du 7 août 1810. Après son retour en France, et se trouvant disponible, il est appelé en Espagne comme administrateur général de la Province de Cuenca par son puissant protecteur Joseph Bonaparte devenu roi, qui le nomme Grand d'Espagne de troisième classe. Il périt à Cuenca en 1812 assassiné au cours d’une tentative infructueuse de prise de la ville par la guérilla espagnole.
À Saint-Didier-sur-Arroux, sur la place du village, un calvaire élevé en 1812 (déplacé depuis) conserve son souvenir (son socle est gravé d'une inscription).

## Sources partielles
- Parma Edition Quaderni Parmensi, de Gianfranco Stella (1988)